# The Masters (snooker)
Il The Masters è un torneo di snooker professionistico, non valido per il Ranking, che si è disputato dal 1975 al 2020 e dal 2022 a Londra e nel 2021 a Milton Keynes, in Inghilterra.
Fa parte della Tripla corona dello snooker, assieme al Campionato mondiale e allo UK Championship.

## Partecipanti
Vengono invitati i primi 16 giocatori del Ranking dopo lo UK Championship, mentre il campione in carica di questo torneo e il campione in carica del Campionato mondiale ricevono subito l'invito. Nel caso in cui il giocatore o i due giocatori siano fuori dai primi 16 verrebbero esclusi il 16° e il 15°, ripescati a loro volta in caso di forfait di qualche giocatore.

## Storia
Il Masters, insieme al Mondiale e allo UK Championship fa parte della Tripla Corona ed è uno dei tornei più ricchi della stagione.
Il primo vincitore fu John Spencer che batté al West Centre Hotel Ray Reardon per 9-8.
Dopo diversi anni in cui a contendersi il titolo furono diversi giocatori, dal 1989 al 1993 ad imporsi fu lo scozzese Stephen Hendry, un giovane appena arrivato nel circuito professionistico ma con grande talento. Hendry vinse il suo ultimo titolo nel 1996 contro Ronnie O'Sullivan vincitore l'anno prima.
Nel 1998 Mark Williams ottenne il primo successo e l'anno dopo fu il turno di John Higgins. Successivamente fu Paul Hunter a salire sul trono di Londra nel 2001, nel 2002 e nel 2004 poi morì a soli 28 anni nel 2006.
Le finali del 2005 e del 2006 furono contese da O'Sullivan e Higgins: l'inglese vinse nel 2005 e perse nel 2006 e lo scozzese fece il contrario.
Nel 2008 Mark Selby vinse il primo dei suoi 3 titoli.
Nel 2011 vinse Ding Junhui, il primo cinese a vincere il Masters e l'anno successivo fu Neil Robertson ad ottenere il successo.
Tra il 2014 e il 2017 O'Sullivan conquistò 3 successi su 4 edizioni disputate e in quest'ultima scavalcò Hendry nella classifica vittorie.
Nel 2018 Mark Allen vinse il torneo e fu il primo nordirlandese a vincere dopo 31 anni dal successo di Dennis Taylor.
Judd Trump ottenne il primo successo in carriera il 20 gennaio 2019.
L'edizione 2020 perde moltissimi favoriti al primo turno e il successo finale spetta a Stuart Bingham per la prima volta in carriera. Grazie al forfait di Ronnie O'Sullivan, Ali Carter ha potuto partecipare al torneo perdendo in finale.

## Albo d'oro
| Edizione | Vincitore         | Finalista         | Risultato | Stagione  | Città         | Impianto                  | Tipologia   | Note   |
| -------- | ----------------- | ----------------- | --------- | --------- | ------------- | ------------------------- | ----------- | ------ |
| 1975     | John Spencer      | Ray Reardon       | 9 - 8     | 1974-1975 | Londra        | West Centre Hotel         | Non-Ranking | [ 12 ] |
| 1976     | Ray Reardon       | Graham Miles      | 7 - 3     | 1975-1976 | Londra        | New London Theatre        | Non-Ranking | [ 13 ] |
| 1977     | Doug Mountjoy     | Ray Reardon       | 7 - 6     | 1976-1977 | Londra        | New London Theatre        | Non-Ranking | [ 14 ] |
| 1978     | Alex Higgins      | Cliff Thorburn    | 7 - 5     | 1977-1978 | Londra        | New London Theatre        | Non-Ranking | [ 15 ] |
| 1979     | Perrie Mans       | Alex Higgins      | 8 - 4     | 1978-1979 | Londra        | Wembley Conference Centre | Non-Ranking | [ 16 ] |
| 1980     | Terry Griffiths   | Alex Higgins      | 9 - 5     | 1979-1980 | Londra        | Wembley Conference Centre | Non-Ranking | [ 17 ] |
| 1981     | Alex Higgins      | Terry Griffiths   | 9 - 6     | 1980-1981 | Londra        | Wembley Conference Centre | Non-Ranking | [ 18 ] |
| 1982     | Steve Davis       | Terry Griffiths   | 9 - 5     | 1981-1982 | Londra        | Wembley Conference Centre | Non-Ranking | [ 19 ] |
| 1983     | Cliff Thorburn    | Ray Reardon       | 9 - 7     | 1982-1983 | Londra        | Wembley Conference Centre | Non-Ranking | [ 20 ] |
| 1984     | Jimmy White       | Terry Griffiths   | 9 - 5     | 1983-1984 | Londra        | Wembley Conference Centre | Non-Ranking | [ 21 ] |
| 1985     | Cliff Thorburn    | Doug Mountjoy     | 9 - 6     | 1984-1985 | Londra        | Wembley Conference Centre | Non-Ranking | [ 22 ] |
| 1986     | Cliff Thorburn    | Jimmy White       | 9 - 5     | 1985-1986 | Londra        | Wembley Conference Centre | Non-Ranking | [ 23 ] |
| 1987     | Dennis Taylor     | Alex Higgins      | 9 - 8     | 1986-1987 | Londra        | Wembley Conference Centre | Non-Ranking | [ 24 ] |
| 1988     | Steve Davis       | Mike Hallett      | 9 - 0     | 1987-1988 | Londra        | Wembley Conference Centre | Non-Ranking | [ 25 ] |
| 1989     | Stephen Hendry    | John Parrott      | 9 - 6     | 1988-1989 | Londra        | Wembley Conference Centre | Non-Ranking | [ 26 ] |
| 1990     | Stephen Hendry    | John Parrott      | 9 - 4     | 1989-1990 | Londra        | Wembley Conference Centre | Non-Ranking | [ 27 ] |
| 1991     | Stephen Hendry    | Mike Hallett      | 9 - 8     | 1990-1991 | Londra        | Wembley Conference Centre | Non-Ranking | [ 28 ] |
| 1992     | Stephen Hendry    | John Parrott      | 9 - 4     | 1991-1992 | Londra        | Wembley Conference Centre | Non-Ranking | [ 29 ] |
| 1993     | Stephen Hendry    | James Wattana     | 9 - 5     | 1992-1993 | Londra        | Wembley Conference Centre | Non-Ranking | [ 30 ] |
| 1994     | Alan McManus      | Stephen Hendry    | 9 - 8     | 1993-1994 | Londra        | Wembley Conference Centre | Non-Ranking | [ 31 ] |
| 1995     | Ronnie O'Sullivan | John Higgins      | 9 - 3     | 1994-1995 | Londra        | Wembley Conference Centre | Non-Ranking | [ 32 ] |
| 1996     | Stephen Hendry    | Ronnie O'Sullivan | 10 - 5    | 1995-1996 | Londra        | Wembley Conference Centre | Non-Ranking | [ 33 ] |
| 1997     | Steve Davis       | Ronnie O'Sullivan | 10 - 8    | 1996-1997 | Londra        | Wembley Conference Centre | Non-Ranking | [ 34 ] |
| 1998     | Mark Williams     | Stephen Hendry    | 10 - 9    | 1997-1998 | Londra        | Wembley Conference Centre | Non-Ranking | [ 35 ] |
| 1999     | John Higgins      | Ken Doherty       | 10 - 8    | 1998-1999 | Londra        | Wembley Conference Centre | Non-Ranking | [ 36 ] |
| 2000     | Matthew Stevens   | Ken Doherty       | 10 - 8    | 1999-2000 | Londra        | Wembley Conference Centre | Non-Ranking | [ 37 ] |
| 2001     | Paul Hunter       | Fergal O'Brien    | 10 - 9    | 2000-2001 | Londra        | Wembley Conference Centre | Non-Ranking | [ 38 ] |
| 2002     | Paul Hunter       | Mark Williams     | 10 - 9    | 2001-2002 | Londra        | Wembley Conference Centre | Non-Ranking | [ 39 ] |
| 2003     | Mark Williams     | Stephen Hendry    | 10 - 4    | 2002-2003 | Londra        | Wembley Conference Centre | Non-Ranking | [ 40 ] |
| 2004     | Paul Hunter       | Ronnie O'Sullivan | 10 - 9    | 2003-2004 | Londra        | Wembley Conference Centre | Non-Ranking | [ 41 ] |
| 2005     | Ronnie O'Sullivan | John Higgins      | 10 - 3    | 2004-2005 | Londra        | Wembley Conference Centre | Non-Ranking | [ 42 ] |
| 2006     | John Higgins      | Ronnie O'Sullivan | 10 - 9    | 2005-2006 | Londra        | Wembley Conference Centre | Non-Ranking | [ 43 ] |
| 2007     | Ronnie O'Sullivan | Ding Junhui       | 10 - 3    | 2006-2007 | Londra        | Wembley Arena             | Non-Ranking | [ 44 ] |
| 2008     | Mark Selby        | Stephen Lee       | 10 - 3    | 2007-2008 | Londra        | Wembley Arena             | Non-Ranking | [ 45 ] |
| 2009     | Ronnie O'Sullivan | Mark Selby        | 10 - 8    | 2008-2009 | Londra        | Wembley Arena             | Non-Ranking | [ 46 ] |
| 2010     | Mark Selby        | Ronnie O'Sullivan | 10 - 9    | 2009-2010 | Londra        | Wembley Arena             | Non-Ranking | [ 47 ] |
| 2011     | Ding Junhui       | Marco Fu          | 10 - 4    | 2010-2011 | Londra        | Wembley Arena             | Non-Ranking | [ 48 ] |
| 2012     | Neil Robertson    | Shaun Murphy      | 10 - 6    | 2011-2012 | Londra        | Alexandra Palace          | Non-Ranking | [ 49 ] |
| 2013     | Mark Selby        | Neil Robertson    | 10 - 6    | 2012-2013 | Londra        | Alexandra Palace          | Non-Ranking | [ 50 ] |
| 2014     | Ronnie O'Sullivan | Mark Selby        | 10 - 4    | 2013-2014 | Londra        | Alexandra Palace          | Non-Ranking | [ 51 ] |
| 2015     | Shaun Murphy      | Neil Robertson    | 10 - 2    | 2014-2015 | Londra        | Alexandra Palace          | Non-Ranking | [ 52 ] |
| 2016     | Ronnie O'Sullivan | Barry Hawkins     | 10 - 1    | 2015-2016 | Londra        | Alexandra Palace          | Non-Ranking | [ 53 ] |
| 2017     | Ronnie O'Sullivan | Joe Perry         | 10 - 7    | 2016-2017 | Londra        | Alexandra Palace          | Non-Ranking | [ 54 ] |
| 2018     | Mark Allen        | Kyren Wilson      | 10 - 7    | 2017-2018 | Londra        | Alexandra Palace          | Non-Ranking | [ 55 ] |
| 2019     | Judd Trump        | Ronnie O'Sullivan | 10 - 4    | 2018-2019 | Londra        | Alexandra Palace          | Non-Ranking | [ 56 ] |
| 2020     | Stuart Bingham    | Ali Carter        | 10 - 8    | 2019-2020 | Londra        | Alexandra Palace          | Non-Ranking | [ 10 ] |
| 2021     | Yan Bingtao       | John Higgins      | 10 - 8    | 2020-2021 | Milton Keynes | Marshall Arena            | Non-Ranking | [ 57 ] |
| 2022     | Neil Robertson    | Barry Hawkins     | 10 - 4    | 2021-2022 | Londra        | Alexandra Palace          | Non-Ranking | [ 58 ] |
| 2023     | Judd Trump        | Mark Williams     | 10 – 8    | 2022-2023 | Londra        | Alexandra Palace          | Non-Ranking | [ 59 ] |
| 2024     | Ronnie O'Sullivan | Ali Carter        | 10 – 7    | 2023-2024 | Londra        | Alexandra Palace          | Non-Ranking | [ 60 ] |
| 2025     | Shaun Murphy      | Kyren Wilson      | 10 – 7    | 2024-2025 | Londra        | Alexandra Palace          | Non-Ranking | [ 61 ] |

## Statistiche

### Finalisti
| Giocatore         | Vittorie | Finali perse | Totale |
| ----------------- | -------- | ------------ | ------ |
| Ronnie O'Sullivan | 8        | 6            | 14     |
| Stephen Hendry    | 6        | 3            | 9      |
| Mark Selby        | 3        | 2            | 5      |
| Cliff Thorburn    | 3        | 1            | 4      |
| Steve Davis       | 3        | 0            | 3      |
| Paul Hunter       | 3        | 0            | 3      |
| Alex Higgins      | 2        | 3            | 5      |
| John Higgins      | 2        | 3            | 5      |
| Neil Robertson    | 2        | 2            | 4      |
| Mark Williams     | 2        | 2            | 4      |
| Judd Trump        | 2        | 0            | 2      |
| Shaun Murphy      | 2        | 1            | 3      |
| Ray Reardon       | 1        | 3            | 4      |
| Terry Griffiths   | 1        | 3            | 4      |
| Doug Mountjoy     | 1        | 1            | 2      |
| Jimmy White       | 1        | 1            | 2      |
| Ding Junhui       | 1        | 1            | 2      |
| John Spencer      | 1        | 0            | 1      |
| Perrie Mans       | 1        | 0            | 1      |
| Dennis Taylor     | 1        | 0            | 1      |
| Alan McManus      | 1        | 0            | 1      |
| Matthew Stevens   | 1        | 0            | 1      |
| Mark Allen        | 1        | 0            | 1      |
| Stuart Bingham    | 1        | 0            | 1      |
| Yan Bingtao       | 1        | 0            | 1      |
| John Parrott      | 0        | 3            | 3      |
| Mike Hallett      | 0        | 2            | 2      |
| Ken Doherty       | 0        | 2            | 2      |
| Barry Hawkins     | 0        | 2            | 2      |
| Ali Carter        | 0        | 2            | 2      |
| Graham Miles      | 0        | 1            | 1      |
| James Wattana     | 0        | 1            | 1      |
| Fergal O'Brien    | 0        | 1            | 1      |
| Stephen Lee       | 0        | 1            | 1      |
| Marco Fu          | 0        | 1            | 1      |
| Joe Perry         | 0        | 1            | 1      |
| Kyren Wilson      | 0        | 2            | 2      |

- I giocatori attivi sono mostrati in grassetto.

### Finalisti per nazione
| Giocatore        | Vittorie | Finali perse | Totale |
| ---------------- | -------- | ------------ | ------ |
| Inghilterra      | 23       | 23           | 46     |
| Scozia           | 9        | 6            | 15     |
| Galles           | 6        | 9            | 14     |
| Irlanda del Nord | 4        | 3            | 7      |
| Canada           | 3        | 1            | 4      |
| Australia        | 2        | 2            | 4      |
| Cina             | 2        | 1            | 3      |
| Irlanda          | 0        | 3            | 3      |
| Sudafrica        | 0        | 1            | 1      |
| Thailandia       | 0        | 1            | 1      |
| Hong Kong        | 0        | 1            | 1      |

- Vincitore più giovane: Stephen Hendry (20 anni, 1989), Ronnie O'Sullivan (20 anni, 1995)
- Vincitore più anziano: Ray Reardon (44 anni, 1976), Stuart Bingham (44 anni, 2020)

### Century break
| Edizione | Century break       | Miglior break                        |
| -------- | ------------------- | ------------------------------------ |
| 1975     |                     | John Spencer (92)                    |
| 1976     | Eddie Charlton (97) |                                      |
| 1977     | Doug Mountjoy (88)  |                                      |
| 1978     | Cliff Thorburn (88) |                                      |
| 1979     | 2                   | Alex Higgins (132)                   |
| 1980     | 2                   | Terry Griffiths (131)                |
| 1981     | 2                   | Terry Griffiths (136)                |
| 1982     | 3                   | Tony Meo (136)                       |
| 1983     | 4                   | Terry Griffiths (128)                |
| 1984     | 6                   | Kirk Stevens (147)                   |
| 1985     | 1                   | Cliff Thorburn (103)                 |
| 1986     | 5                   | Willie Thorne (138)                  |
| 1987     | 7                   | Jimmy White (136)                    |
| 1988     | 2                   | Steve Davis (126)                    |
| 1989     | 3                   | Stephen Hendry (119)                 |
| 1990     | 3                   | Stephen Hendry Steve Davis (111)     |
| 1991     | 9                   | Dennis Taylor (135)                  |
| 1992     | 9                   | Jimmy White (139)                    |
| 1993     | 11                  | Jimmy White (134)                    |
| 1994     | 7                   | Alan McManus (132)                   |
| 1995     | 13                  | Stephen Hendry (141)                 |
| 1996     | 21                  | Stephen Hendry (144)                 |
| 1997     | 10                  | Steve Davis (130)                    |
| 1998     | 20                  | Andy Hicks (142)                     |
| 1999     | 12                  | Mark Williams (123)                  |
| 2000     | 13                  | Ken Doherty (140)                    |
| 2001     | 19                  | Jimmy White Paul Hunter (136)        |
| 2002     | 13                  | Ronnie O'Sullivan (138)              |
| 2003     | 25                  | Stephen Hendry (144)                 |
| 2004     | 19                  | Ronnie O'Sullivan (138)              |
| 2005     | 19                  | Ding Junhui (141)                    |
| 2006     | 11                  | Ronnie O'Sullivan (139)              |
| 2007     | 26                  | Ding Junhui (147)                    |
| 2008     | 23                  | Mark Selby Ken Doherty (141)         |
| 2009     | 31                  | John Higgins (140)                   |
| 2010     | 20                  | Stephen Maguire Neil Robertson (140) |
| 2011     | 16                  | Stephen Maguire (142)                |
| 2012     | 21                  | Ronnie O'Sullivan (141)              |
| 2013     | 20                  | Mark Allen (138)                     |
| 2014     | 16                  | Marco Fu (138)                       |
| 2015     | 28                  | Marco Fu (147)                       |
| 2016     | 26                  | Judd Trump (140)                     |
| 2017     | 26                  | Marco Fu (141)                       |
| 2018     | 28                  | Liang Wenbó (139)                    |
| 2019     | 24                  | Luca Brecel (140)                    |
| 2020     | 18                  | David Gilbert (144)                  |
| 2021     | 30                  | John Higgins (145)                   |
| 2022     | 26                  | Stuart Bingham (139)                 |

### Maximum break
| N° | Giocatore    | Avversario       | Turno            | Data            | Edizione | Note   |
| -- | ------------ | ---------------- | ---------------- | --------------- | -------- | ------ |
| 1  | Kirk Stevens | Jimmy White      | Ottavi di finale | 28 gennaio 1984 | 1984     | [ 62 ] |
| 2  | Ding Junhui  | Anthony Hamilton | Wild-card        | 14 gennaio 2007 | 2007     | [ 63 ] |
| 3  | Marco Fu     | Stuart Bingham   | Ottavi di finale | 11 gennaio 2015 | 2015     | [ 64 ] |

### Montepremi
| Edizione | Montepremi |
| -------- | ---------- |
| 1975     | £5292      |
| 1976     | £5200      |
| 1977     | £5000      |
| 1978     | £8000      |
| 1979     | £6000      |
| 1980     | £7000      |
| 1981     | £20000     |
| 1982     | £27000     |
| 1983     | £55000     |
| 1984     | £115000    |
| 1985     | £150000    |
| 1986     | £175000    |
| 1987     | £200000    |
| 1988     | £225000    |
| 1989     | £250000    |
| 1990     | £275000    |
| 1991     | £350000    |
| 1992     | £365000    |
| 1993     | £390000    |
| 1994     | £415000    |
| 1995     | £435000    |
| 1996     | £460000    |
| 1997     | £500000    |
| 1998     | £535000    |
| 1999     | £575000    |
| 2000     | £615000    |
| 2001     | £650000    |
| 2002     | £695000    |
| 2003     | £695000    |
| 2004     | £400000    |
| 2005     | £400000    |
| 2006     | £415000    |
| 2007     | £467000    |
| 2008     | £460000    |
| 2009     | £482000    |
| 2010     | £486000    |
| 2011     | £500000    |
| 2012     | £500000    |
| 2013     | £500000    |
| 2014     | £600000    |
| 2015     | £600000    |
| 2016     | £600000    |
| 2017     | £600000    |
| 2018     | £600000    |
| 2019     | £600000    |
| 2020     | £725000    |
| 2021     | £725000    |
| 2022     | £725000    |
| 2023     | £725000    |
| 2024     | £725000    |

### Sponsor
| Edizione | Sponsor          |
| -------- | ---------------- |
| 1975     | Benson & Hedges  |
| 1976     | Benson & Hedges  |
| 1977     | Benson & Hedges  |
| 1978     | Benson & Hedges  |
| 1979     | Benson & Hedges  |
| 1980     | Benson & Hedges  |
| 1981     | Benson & Hedges  |
| 1982     | Benson & Hedges  |
| 1983     | Benson & Hedges  |
| 1984     | Benson & Hedges  |
| 1985     | Benson & Hedges  |
| 1986     | Benson & Hedges  |
| 1987     | Benson & Hedges  |
| 1988     | Benson & Hedges  |
| 1989     | Benson & Hedges  |
| 1990     | Benson & Hedges  |
| 1991     | Benson & Hedges  |
| 1992     | Benson & Hedges  |
| 1993     | Benson & Hedges  |
| 1994     | Benson & Hedges  |
| 1995     | Benson & Hedges  |
| 1996     | Benson & Hedges  |
| 1997     | Benson & Hedges  |
| 1998     | Benson & Hedges  |
| 1999     | Benson & Hedges  |
| 2000     | Benson & Hedges  |
| 2001     | Benson & Hedges  |
| 2002     | Benson & Hedges  |
| 2003     | Benson & Hedges  |
| 2004     |                  |
| 2005     | Rileys Club      |
| 2006     | SAGA Insurance   |
| 2007     | SAGA Insurance   |
| 2008     | SAGA Insurance   |
| 2009     |                  |
| 2010     | PokerStars.com   |
| 2011     | Ladbrokes Mobile |
| 2012     | BGC              |
| 2013     | Betfair          |
| 2014     | Dafabet          |
| 2015     | Dafabet          |
| 2016     | Dafabet          |
| 2017     | Dafabet          |
| 2018     | Dafabet          |
| 2019     | Dafabet          |
| 2020     | Dafabet          |
| 2021     | Betfred          |
| 2022     | Cazoo            |
| 2023     | Cazoo            |
| 2024     | MrQ              |